# تشارلز أوبري
تشارلز أوبري (بالفرنسية: Charles Aubry)‏ هو قاضي فرنسي، ولد في 20 يونيو 1803 في سافيرن في فرنسا، وتوفي في 12 مارس 1883.